# PCLinuxOS
PCLinuxOS, sovint abreujat a PCLOS, és una distribució de Linux de llançament continuat per a ordinadors x86-64, amb KDE Plasma, MATE i XFCE com a interfícies d'usuari predeterminades. És un programari lliure sobre tot el sistema operatiu per a ordinadors personals destinats a la facilitat d'ús.

## Història
El precursor de PCLinuxOS era un conjunt de paquets RPM creat per millorar les successives versions de Linux Mandrake (ara Mandriva Linux). Aquests paquets van ser creats per Bill Reynolds, més conegut com a empaquetador Texstar. Entre 2000 i 2003, va mantenir la seva Texstar font de paquets RPM en paral·lel amb el lloc PCLinuxOnline. En una entrevista, Reynolds va dir que va començar a PCLinuxOS "per donar sortida a [el seu desig] bogeria paquet de codi font sense haver de lidiar amb els egos, l'arrogància i la política."

## Versions
La majoria de totes les aclariments [edita] Notes importants han estat acompanyades de noves pantalles d'arrencada i entrada, juntament amb alguns canvis en conjunts d'icones, i sons d'accés.

### PCLinuxOS 2007
Amb l'adveniment de PCLinuxOS 2007, PCLinuxOS va ser sobrepassada en Mandriva Linux 2007. Això implicava un canvi a un codi més modern, que requereix una instal·lació completa a aquesta versió. La nova versió apareix un nou aspecte, i construït en els efectes 3D. Un nou logotip va ser dissenyat també per a la nova versió, i es va incorporar a la pantalla d'arrencada. Una pantalla d'entrada nova va ser dissenyada, titulat "Dark". El final / PCLinuxOS oficial va ser llançada la versió 2007 el 2007.05.21.

### PCLinuxOS 2009
L'última versió dels principals Live CD, PCLinuxOS 2009.2, va ser llançat el 30 de juny 2009. Les millores inclouen correccions d'errors, nous fons, sons, pantalla d'inici, i menor temps de posada en marxa. Serà l'últim concert PCLinuxOS CD a vaixell amb un entorn d'escriptori KDE 3, i l'últim dels PCLinuxOS 2007 compatible amb versions anteriors sèries.

Les millores inclouen correccions d'errors, fons nous, sons i pantalla d'inici, així com temps d'inici més ràpids. Va ser l'últim CD en directe de PCLinuxOS que es va enviar amb K Desktop Environment 3 i l'últim de la sèrie compatible amb PCLinuxOS 2007.
També es van posar disponibles remasteritzacions de PCLinuxOS, amb els escriptoris Xfce (Phoenix), LXDE (PCLinuxOS-LXDE) i Gnome (PCLinuxOS-Gnome).

### PCLinuxOS 2010
La versió 2010 del CD Live "va ser llançat el 19 d'abril de 2010 [4]. Inclou el nou KDE 4.4.2 SC, un nou tema gràfic i una nova versió del kernel de Linux (Kernel 2.6.32.11). És també la primera PCLinuxOS Live CD per incloure el suport d'arxius ext4 sistema. Aquesta versió requereix una instal·lació completa del sistema operatiu.
nclou el nou KDE SC 4.4.2, un nou tema gràfic i una nova versió del nucli Linux (kernel 2.6.32.11). També és el primer CD en directe de PCLinuxOS que inclou el suport del sistema de fitxers ext4. Aquesta versió requeria una reinstal·lació completa del sistema operatiu.
La versió 2010.1 va ser llançat el 05 de maig 2010. Els canvis des de la versió anterior: el nucli s'ha actualitzat a la versió 2.6.32.12-SFB. KDE SC Desktop s'ha actualitzat a la versió 4.4.3. S'ha afegit suport per a les targetes WiFi de Realtek RTL8191SE/RTL8192SE i webcams Microdia. Vim consola editor de text i udftools ha afegit. ejecció cdrom fix quan s'utilitza la característica Copiar en Ram. Fix descarregar kde nou giny. Actualitzat Nvidia (195.36.24) i Ati fglrx (8.723) dels conductors. Actualitzat totes les sol·licituds de suport i les biblioteques des del repositori de programari que inclouen actualitzacions de seguretat i correccions d'errors.

### PCLinuxOS 2010.1
La versió 2010.1 es va publicar el 5 de maig de 2010. Canvis fets des de l'última versió:
- [El] nucli s'ha actualitzat a la versió 2.6.32.12-bfs.

- El KDE Plasma Desktop s'ha actualitzat a la versió 4.4.3.

- S'ha afegit suport per a targetes WiFi Realtek RTL8191SE/RTL8192SE i càmeres web Microdia.

- S'han afegit l'editor de text de la consola Vim i les udftools.

- S'ha corregit l'expulsió del CD-ROM quan s'utilitzava la funció de còpia a la memòria RAM.

- S'ha solucionat la descàrrega del nou widget de KDE. S'han actualitzat els controladors nVIDIA (195.36.24) i ATi fglrx (8.723).

- S'han actualitzat totes les aplicacions i biblioteques de suport del dipòsit de programari que inclouen actualitzacions de seguretat i correccions d'errors.[10]

### PCLinuxOS 2011.6
La versió 2011.6 de PCLinuxOS es va publicar el 27 de juny de 2011.

### PCLinuxOS 2012
La versió 2012.02 de PCLinuxOS es va publicar el 22 de febrer de 2012. Més tard es va fer un altre llançament de manteniment el 22 d'agost de 2012. Els principals canvis en comparació amb la versió de 2011 són:
- El nucli s'ha actualitzat a la versió 3.2

- KDE versió 4.8.2

- Compatibilitat amb el controlador nVIDIA i ATi fglrx

- La configuració del KDE s'ha configurat com a fosc per defecte

### PCLinuxOS 2013 de 64 bits
La primera versió de PCLinuxOS 2013 de 64 bits es va publicar el 10 d'abril de 2013.
Presentava:
- Kernel 3.2.18-pclos2.bfs per al màxim rendiment de l'escriptori.

- Escriptori complet de KDE 4.10.1.

- Compatibilitat amb el controlador NVIDIA i ATi fglrx.

- Suport de reproducció multimèdia per a molts formats populars.

- Suport sense fil per a molts dispositius de xarxa.

- Suport d'impressora per a molts dispositius d'impressora locals i en xarxa.

- Addlocale: us permet traduir PCLinuxOS a més de 60 idiomes.

- LibreOffice preinstal·lat.

- LibreOffice Manager pot instal·lar LibreOffice suportant més de 100 idiomes.

- MyLiveCD us permet fer una instantània de la vostra instal·lació i gravar-la en un LiveCD/DVD.

- PCLinuxOS-liveusb: us permet instal·lar PCLinuxOS en un disc de clau USB.

### PCLinuxOS 2014.7
La nova versió es va publicar el 7 de juliol de 2014.
Característiques:
- nucli 3.15.4 per obtenir el màxim rendiment de l'escriptori.

- Escriptori complet de KDE 4.12.3.

- Compatibilitat amb el controlador Nvidia i ATI fglrx.

- Suport de reproducció multimèdia per a molts formats populars.

- Suport sense fil per a molts dispositius de xarxa.

- Suport d'impressora per a molts dispositius d'impressora locals i en xarxa.

- Addlocale us permet convertir PCLinuxOS en més de 60 idiomes.

- LibreOffice Manager pot instal·lar LibreOffice suportant més de 100 idiomes.

- MyLiveCD us permet fer una instantània de la vostra instal·lació i gravar-la en un LiveCD/DVD.

- PCLinuxOS-liveusb us permet instal·lar PCLinuxOS en un disc de clau USB.

## Resum
PCLinuxOS es distribueix com un Live CD, que també es pot instal·lar una unitat de disc dur local o unitat flash USB. Versió 2009.1 proporciona un instal lador d'USB per crear un USB Live, on es pot de configuració de l'usuari i les dades personals guardats si ho desitja. Un Live USB de versions anteriors de PCLinuxOS es poden crear manualment o amb UNetbootin. Tot el CD es pot executar des de la memòria, assumint que el sistema té prou RAM. PCLinuxOS useu APT-RPM, a partir d'Advanced Packaging Tool (o APT), un sistema de gestió de paquets (originalment de la distribució Debian), juntament amb Synaptic Package Manager, un GUI per a APT, per tal d'afegir, eliminar o actualitzar paquets. Si no hi ha prou memòria a la màquina, i una connexió de xarxa activa, el Live CD pot actualitzar paquets. PCLinuxOS també està dissenyat per ser fàcil de remasteritzar després de la instal·lació, la creació de la mateixa Live CD personalitzat, utilitzant l'eina mklivecd.

## Mandriva Linux
Tot i que conserva una semblant "look and feel" a Mandriva Linux, PCLinuxOS ha variat significativament. El codi va ser bifurcada oficialment de Mandrake 02/09 en un projecte independent el 2003. Després de tres anys de continu desenvolupament, els desenvolupadors es va aprofitar d'un major desenvolupament en (el nom) de Mandriva, i es bifurcava, el codi de nou a finals de 2006 per PCLinuxOS 2007.
PCLinuxOS manté el seu propi repositori de programari, disponible a través de l'Advanced Packaging Tool (APT) i el seu extrem davanter Synaptic, substituint completament urpmi de Mandriva. Això significa que una instal·lació pot actualitzar de manera permanent a les últimes versions dels paquets, per tant, renunciar a la necessitat de tornar a instal·lar tota la distribució en cada versió successiva. En les versions abans de 2007, a vegades és necessari realitzar una nova instal·lació.
Altres diferències inclouen el seu acord propi menú, els gràfics personalitzats, i conjunts d'icones.
PCLinuxOS llocs fent especial èmfasi en la informàtica d'escriptori, concentrant els seus esforços per a la llar o entorns de petites empreses, per tant, prestant menys atenció a altres més "tradicionals" usos, com un servidor, encara que la majoria dels paquets per a tasques de servidor estan disponibles.

## Projectes
Hi ha diversos projectes comunitaris relacionats amb PCLinuxOS.

### MiniMe
Mínima és un mínim "Live & Instal·lar" CD per a usuaris experimentats que desitgen afegir la seva pròpia selecció de paquets. PCLinuxOS 2008 "Minime" edició es va publicar el 01/07/2008.

### PCLinuxOS Magazine
El projecte PCLinuxOS Magazine és una publicació gratuïta dirigida per la comunitat centrada en els usuaris de PCLinuxOS per MyPCLinuxOS. PCLinuxOS Magazine es publica en forma mensual. Tot el contingut de la publicació es demana a la base d'usuaris de PCLinuxOS.

### Distribucions de tercers
Des PCLOS inclou la seqüència de comandaments mklivecd. Hi ha diverses distribucions de tercers sobre la base de PCLOS:

### Principals distribucions
Aquesta és, probablement, el derivat més conegut de Sam distribució de Linux, que es va basar originalment directament en Mandrake i des de la versió 2007 és una plataforma bàsica en PCLinuxOS. A diferència de l'original, aquesta variant utilitza l'entorn d'escriptori Xfce i està dissenyat per maquinari antic.
SAM, variant no oficial Xfce
distribucions notables
```
* Karoshi
* BugnuX - Basat en una versió de desenvolupament de la Il·lustració
* Projecte BEL
* TinyMe
* ZEN-mini GNOME
```